# Guillaume IV d'Auvergne
Pour les articles homonymes, voir Guillaume IV.
Guillaume IV, comte de Clermont après son frère Guy Ier. Le Père Anselme le nomme Guillaume Ier. 

## Biographie
Il est cité dans une charte de l'abbaye de Cluny en 1002, et il est probablement mort avant 1016.
Fils du vicomte Robert II, il est le père du comte Robert Ier d'Auvergne, et d'Étienne IV, évêque de Clermont.